# Tătărăști
Tătărăști falu Romániában, Moldvában, Bákó megyében. Községközpont, hat másik falu tartozik még hozzá: Cornii de Jos, Cornii de Sus, Drăgești, Gherdana, Giurgeni és Ungureni.

## Fekvése
Egyedhalmától északkeletre, Szászkúttól keletre fekvő település.

## Népesség
A 2002-es népszámláláskor 2623 lakosa volt, ebből 96,57% román, a többi egyéb nemzetiségű volt. A népességből 96,28% volt görögkeleti ortodox.